# 쌀섬
쌀섬은 경기도 안산시 대부동에 있던 섬으로, 시화방조제가 생겨나며 대부도의 일부분이 되었다. 2008년 8월 10일에 화성시 어섬을 출발한 경비행기가 추락하는 사고가 있었다.